# Medaile čínsko-sovětského přátelství
Medaile čínsko-sovětského přátelství (čínsky 中蘇友誼萬歲獎章, rusky Медаль «Китайско-советская дружба») byla medaile udílená Čínskou lidovou republikou založená roku 1951. Zrušena byla na začátku 60. let 20. století poté, co došlo k čínsko-sovětskému rozkolu.

## Historie a pravidla udílení
Medaile byla založena roku 1951 Ústřední lidovou vládou. Cílem jejího založení bylo ocenit občany Sovětského svazu, kteří poskytli technickou podporu a pomoc poté, co byla roku 1949 založena Čínská lidová republika.
Během korejské války byla medaile udílena sovětským specialistům a vojenským poradcům za pomoc poskytnutou Lidové dobrovolnické armádě. Ve stejné době byla udílena také jako pamětní medaile příslušníkům různých sovětských delegací, kteří v té době navštívili Čínu. Při některých příležitostech sloužila také jako výroční medaile. 15. září 1955 rozhodla čínská vláda o udílení této medaile každému příslušníku sovětských ozbrojených sil opouštějících čínské území. Medaile byla udílena spolu s certifikátem. Oceněným byla udílena buď Čou En-lajem nebo Mao Ce-tungem.
Poté, co došlo k čínsko-sovětskému rozkolu byla medaile na počátku 60. letech 20. století zrušena.

## Popis medaile
Medaile oválného tvaru je vyrobena z bronzu. V horní části medaile jsou dvě barevně smaltované vlajky, a to vlajka sovětská a vlajka Čínské lidové republiky. Vlajky jsou lemovány dvěma zlatými pšeničnými klasy a olivovými ratolestmi. Ve spodní části je červená stuha se zlatým nápisem v čínštině. Pod stuhou je červeně smaltovaná pěticípá hvězda.
Stuha z hedvábného moaré široká 30 mm je červená se dvěma žlutými pruhy širokými 3 mm. Stuha je složena do pětiúhelníkového bloku vysokého 50 mm širokého 45 mm s bronzovou hvězdou o rozměrech 12×12 mm uprostřed. Na zadní straně je špendlík sloužící k připevnění medaile k oděvu.
Medaile byly vyráběny různými firmami, proto se jednotlivé exempláře mírně liší jak svou velikostí a tloušťkou, tak i grafickým zobrazením vlajek. Obecně však barva a rozměry stuhy zůstávají stejné. Provedení zadní strany medaile se také liší. Poté, co převzal moc Mao Ce-tung, byl změněn certifikát medaile a objevil se nový typ s hladkým rubem bez nápisů. Medaile tohoto typu jsou nejběžnější a jsou také nejvíce propracované.

## Významní nositelé
Mezi významné recipienty této medaile patří maršálové Sergej Fjodorovič Achromejev, Ivan Christoforovič Bagramjan, Rodion Jakovlevič Malinovskij, Konstantin Konstantinovič Rokossovskij, Alexandr Vasilevskij, Matvěj Vasiljevič Zacharov, Georgij Konstantinovič Žukov, Ivan Nikitovič Kožedub či Vasilij Ivanovič Čujkov.